# Pascal Boucherit
Pascal Boucherit   (Angers, 7 d'agost de 1959) és un piragüista francès, ja retirat, que va competir durant les dècades de 1980 i 1990.
El 1984 va prendre part en els Jocs Olímpics d'Estiu de Los Angeles, on guanyà la medalla de bronze en la prova del K-4 1.000 metres del programa de piragüisme. Formà equip amb François Barouh, Philippe Boccara i Didier Vavasseur. També disputà la mateixa prova als Jocs de Seül de 1988 i als de Barcelona de 1992, però en ambdós casos no arribà a la final.
En el seu palmarès també destaquen quatre medalles al Campionat del Món en aigües tranquil·les, tres d'or i una de plata, entre les edicions de 1985 i 1991; així com una medalla de bronze als Jocs del Mediterrani de 1991.